# Hobucken
Hobucken es un lugar designado por el censo ubicado en el condado de Pamlico en el estado estadounidense de Carolina del Norte. La localidad en el año 2010, tenía una población de 129 habitantes.

## Geografía
Hobucken se encuentra ubicado en las coordenadas 35°15′19.73″N 76°34′34.04″O / 35.2554806, -76.5761222. 